# Афанасьев, Борис Мануилович
Бори́с Мануи́лович Афана́сьев (болг. Борис Емануилов Атанасов; 15 июля 1902, Лом, Княжество Болгария — 21 апреля 1981, Москва, СССР) — советский разведчик, полковник (с 1953 года), заместитель главного редактора журнала «Советская литература» с 1963 по 1965 год.

## Детство
Борис Атанасов родился в 1902 году в многодетной семье писаря в портовом городе Лом на территории Болгарского княжества. После 1908 года семья, состоявшая из пяти детей, осталась на попечении матери в связи со смертью кормильца. Перед матерью встала непростая задача прокормить большую семью. Вместе с детьми она нанялась на работу на виноградные плантации, которые вся семья Атанасовых должна была обрабатывать после того, как их собственный маленький участок уже был обработан. Борис начал помогать матери с восьми лет. Весь свой участок они отводили под кукурузу, а также содержали маленький огород, на котором сеяли овощные культуры. Мать Атанасовых после окончания летнего сезона и уборки урожая устраивалась на работу прачкой и кухаркой, а дети имели возможность посещать школу.

## Юность
С 14 лет Борис Атанасов устроился на работу чернорабочим на небольшой кирпичный заводик. В зимний период юноша проходил обучение сперва в начальной, а затем и в средней педагогических школах. В 1918 году Атанасов вступил в ряды Рабочего молодёжного союза Болгарии, который можно считать эквивалентом комсомольского движения. В 1922 году он оформил членство в Болгарской коммунистической партии. В этот насыщенный событиями четырёхлетний период Атанасов активно участвует в военно-политических событиях, проходящих в стране, что приводит к кратковременному заключению под стражу вместе с группой товарищей по подозрению в организации покушения на министра просвещения Болгарии. В сентябре 1922 года Борис Афанасьев по собственной просьбе получает от Болгарской компартии помощь в эмиграции в Советскую Россию — ему выдают документы белого казака. В конце 1922 года Афанасьева зачисляют в Академию коммунистического воспитания, где он учится на факультете общественных наук. В 1923 году становится членом РКП(б).

## Преподавательская деятельность
Трёхлетний курс обучения в Академии коммунистического воспитания завершается в сентябре 1926 года, после чего по программе распределения Бориса Афанасьева направляют на партийную работу в Краснопресненский районный комитет партии, в котором он получает пост заместителя заведующего агитационно-пропагандистским кабинетом района. Через полгода следует новое перспективное назначение — в марте 1927 года Московский партийный комитет отправляет его на работу в качестве научного сотрудника в Коммунистический университет имени Якова Свердлова. В университете он заканчивает аспирантуру, после чего остаётся на преподавательской должности, читая курс истории партии, при этом он занимается пропагандистской работой на крупнейших промышленных предприятиях Москвы по заданию Московского комитета РКП(б). К началу 1930-х Борис Мануйлович Афанасьев — один из самых часто приглашаемых лекторов, специализирующихся на истории партии; в 1932 году он становится заместителем заведующего кафедрой истории партии в Коммунистическом университете имени Свердлова.

## Начало работы в ИНО ОГПУ
В 1930 году Афанасьев отправляется на чтение курса лекций в Центральную школу ОГПУ, где привлекает внимание сотрудников ОГПУ. Это приводит к тому, что в марте 1932 года Афанасьева приглашают на работу в Иностранный отдел ОГПУ. В том же году он получает направление на нелегальную работу в Вену. Проводит в Вене четыре года, становится свидетелем кровавых событий в 1934 году, когда произошло убийство федерального канцлера Австрии Энгельберта Дольфуса, активно сопротивлявшегося назревающему аншлюсу. В марте 1936 года Афанасьева отправляют на работу в Париж в качестве руководителя нелегальной группы. Перед группой стояла задача проникновения в руководящее ядро троцкистской организации, базировавшейся во Франции. Борис Афанасьев получает позывной «Гамма», его назначают оператором «Тюльпана» (под этим псевдонимом скрывался известный советский агент Марк Зборовский, который был внедрён в ближайшее окружение сына Троцкого, Льва Львовича Седова). Лично Афанасьев с конца 1936 по конец 1938 года проводит ряд успешных операций, в результате которых оказалось возможным изъять весь архив Льва Давидовича Троцкого, а также старый и текущий архивы его сына. В том числе при участии Афанасьева, (фактически под его управлением) был изъят весь архив Международного секретариата по организации IV Интернационала.

## Убийство Рейсса и похищение Миллера
В 1937 году работает в одной связке с близким другом Владимиром Правдиным, который известен под агентурным псевдонимом Роллан Аббиа. 4 сентября 1937 года в Лозанне Борис Афанасьев привёл в исполнение смертный приговор невозвращенцу Игнатию Рейссу.
Также Афанасьев сыграл важную роль в похищении генерала Евгения Карловича Миллера из Парижа и вывозе того в СССР. Эту операцию подробно разработал генерал Николай Скоблин, завербованный советскими шпионами в начале 1930-х годов, при этом в реализации планов советского правительства против лидеров Российского общевоинского союза (РОВС) ему активно помогала знаменитая исполнительница романсов Надежда Плевицкая, супруга Скоблина.
22 сентября 1937 года Миллера заманили на конспиративную квартиру Афанасьева в Париже, усыпили хлороформом и в деревянном ящике доставили на теплоход «Мария Ульянова», который стоял на причале в Гавре, после чего вывезли за пределы Франции. Миллер был убит в тюрьме НКВД 11 мая 1939 года.

## Дальнейшая карьера
После 1938 года Афанасьев возвращается в СССР, выполнив ряд знаковых заданий советской внешней разведки. Тут его ожидает неприятное известие — по подозрению в контрреволюционной деятельности арестован его брат Атанас Емануилов Атанасов. Имея большие заслуги перед родиной, Борис Афанасьев лично ручается за брата перед всесильным на тот момент наркомом внутренних дел Николаем Ивановичем Ежовым, после чего брата освобождают и направляют на пост руководителя ОСОАВИАХИМа Краснодарского края.
С 1939 по 1940 год Афанасьев занимает пост особого уполномоченного при начальнике Особого отдела наркомата внутренних дел (уже при Берии). В этот же период его повышают до должности заместителя начальника этого отдела. В марте 1941 года Афанасьев получает назначение на пост начальника отделения Первого управления (внешняя разведка) НКГБ СССР.
В самом начале июня 1941 года, незадолго до начала вторжения Германии в СССР, Афанасьева командируют в Германию с целью налаживания связей с административной верхушкой Третьего рейха. В первую очередь начальники Афанасьева по Особому отделу НКГБ интересовались возможностью доступа к рейхсляйтеру НСДАП Мартину Борману. Однако вскоре нацистская Германия начала боевые действия против СССР, и в связи с экстренной ситуацией в начале июля Бориса Афанасьева интернируют и отправляют в Турцию, откуда депортируют в Советский Союз.
В период войны Афанасьев становится одним из консультантов и соратников Павла Анатольевича Судоплатова, одним из руководителей диверсионно-разведывательной деятельности в тылу немецкой армии.

## Послевоенные годы
В 1947 году его освобождают от занимаемой должности и увольняют из органов внешней разведки в связи с утратой доверия и «отрицательной характеристикой».
С февраля 1948 по март 1953 года Афанасьев занимается управлением научной информации при издательстве «Иностранная литература».
Несмотря на некоторое временное «затишье» в карьере, Борис Афанасьев снова был привлечён к активной разведывательной деятельности после смерти Сталина. Тогда Лаврентий Павлович Берия высказал Судоплатову предложение сформировать специальный Девятый отдел при Министерстве внутренних дел СССР. Одним из первых, кого Судоплатов вернул на работу и назначил на важный пост в этот отдел, был Афанасьев, зарекомендовавший себя в 1930-е годы как компетентный и опытный разведчик. Тогда же, в 1953 году, ему было присвоено звание полковника по распоряжению Павла Анатольевича Судоплатова.
Следующее событие в истории советской разведки оказалось для Афанасьева судьбоносным — Судоплатова неожиданно арестовали 21 августа 1953 года в собственном кабинете. Ещё раньше произошло взятие под стражу Берии, после чего Афанасьева перевели на должность начальника отдела ВГУ МВД СССР в связи с тем, что особый Девятый отдел был расформирован по решению новых властей. Бориса Мануиловича Афанасьева как ставленника и близкого соратника опального начальника внешней разведки Советского Союза также незамедлительно подвергли опале и во второй раз освободили от занимаемой должности. Афанасьев устраивается на работу внештатным литературным сотрудником в издания «Новое время» и «Военная мысль», вспомнив близкую по духу преподавательскую деятельность, которой он занимался более двадцати лет назад. Он находится на этой должности около года, после чего оказывается на пенсии, однако в декабре 1958 года снова оказывается востребованным и возобновляет работу.
С 1958 по 1963 год Борис Афанасьев занимает пост ответственного редактора периодического издания «Произведения и мнения», которое выходит на французском языке. Помимо редактирования этого журнала Афанасьев с 1963 по 1965 год занимает пост заместителя главного редактора значимого литературного издания «Советская литература». Также с 1965 года до своей смерти он занимает должность заместителя редактора этого же журнала.

## Награды
Во время своей многолетней службы во внешней разведке Советского Союза Борис Мануилович Афанасьев удостаивается ряда важных наград — орденов Красного Знамени, Отечественной войны Первой степени, а также ордена Красной Звезды. Также Афанасьев получил орден «Знак Почёта», а также награду своей родины, орден «Народная республика Болгария» I степени.
В 1972 году был удостоен звания заслуженного работника культуры РСФСР.